# Noemvriana

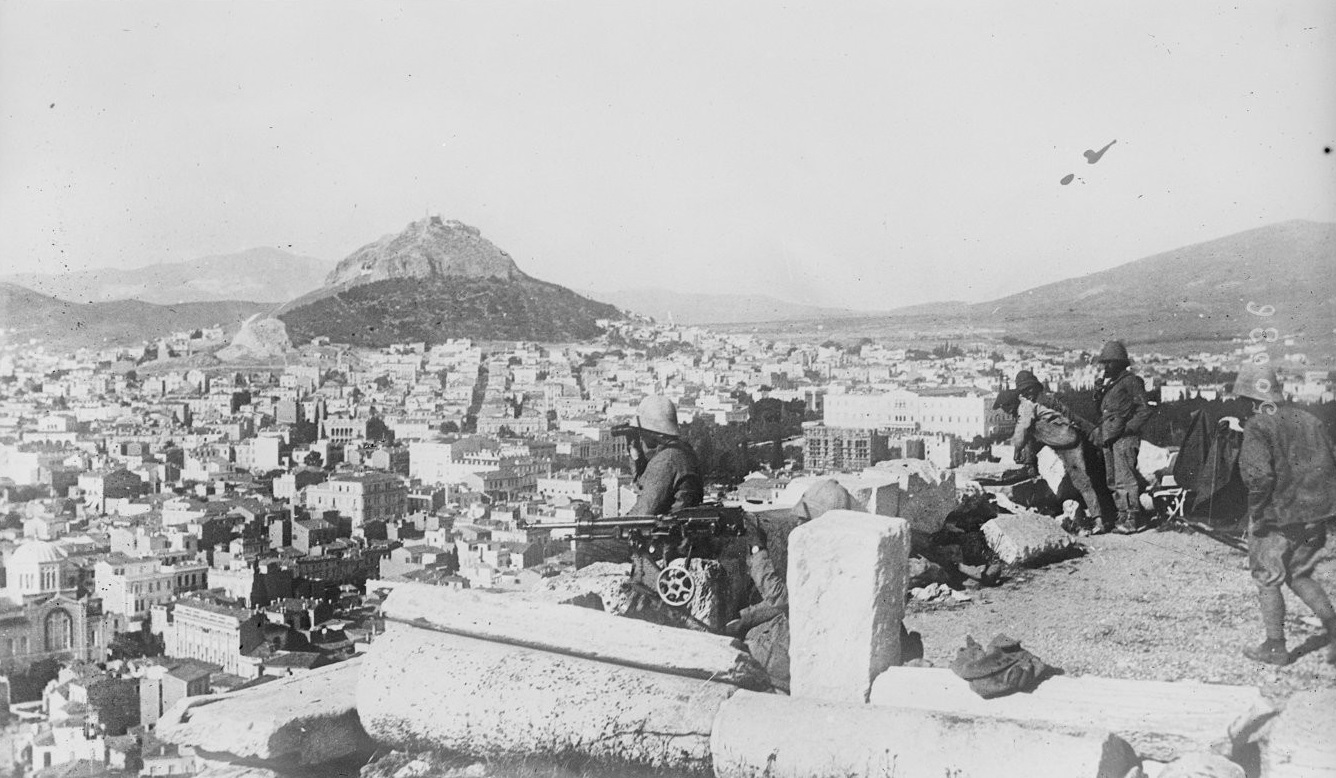
Tropas francesas com metralhadoras em Atenas.

O Noemvriana (em grego:  Νοεμβριανά, "Eventos de novembro") foi uma disputa política que levou a um confronto armado em Atenas entre o governo realista da Grécia e as forças dos Aliados sobre a questão da neutralidade grega durante a Primeira Guerra Mundial.
O atrito existiu entre os dois lados desde o início da Primeira Guerra. A rendição incondicional da fortaleza da fronteira de Rupel, em maio de 1916, às forças das Potências Centrais, principalmente composta por tropas búlgaras, foi o primeiro evento que levou ao Noemvriana. Os aliados temiam a possibilidade de um pacto secreto entre o governo realista grego e as Potências Centrais. Tal aliança pôr em perigo o exército aliado na Macedônia que vivia em torno de Tessalônica desde o final de 1915. As negociações diplomáticas intensivas entre o rei Constantino I e os diplomatas aliados ocorreram durante todo o verão. O rei queria que a Grécia mantivesse a sua neutralidade, uma posição que favoreceria os planos das Potências Centrais nos Balcãs, enquanto os Aliados queriam a desmobilização do exército grego e o material de entrega de guerra equivalente ao que foi perdido em Fort Rupel como garantia da neutralidade da Grécia. No final do verão de 1916, o fracasso das negociações, juntamente com o avanço do exército búlgaro na Macedônia Oriental e as ordens do governo grego para o exército não oferecer resistência, levaram a um golpe militar de oficiais militares venizelistas em Salônica com o apoio dos Aliados. O ex-primeiro-ministro Eleftherios Venizelos, que desde o início apoiou os Aliados, estabeleceu um governo provisório no norte da Grécia. Ele começou a formar um exército para libertar áreas perdidas para a Bulgária, mas isso efetivamente dividiu a Grécia em duas entidades.
A inclusão do exército grego junto com as forças aliadas, bem como a divisão da Grécia, desencadeou várias manifestações anti-aliadas em Atenas. No final de outubro, um acordo secreto foi alcançado entre o rei e os diplomatas aliados. A pressão dos conselheiros militares forçou o rei a abandonar este acordo. Na tentativa de fazer cumprir suas demandas, os Aliados conseguiram um pequeno contingente em Atenas em 1 de dezembro de 1916. No entanto, encontrou resistência organizada e um confronto armado ocorreu até chegar a um compromisso no final do dia. No dia seguinte ao contingente aliado evacuado de Atenas, uma multidão realista começou a se revoltar em toda a cidade, visando apoiantes de Venizelos. Os tumultos continuaram por três dias e o incidente tornou-se conhecido como Noemvriana na Grécia. O incidente fez uma profunda cunha entre os Venizelistas e os realistas, aproximando o que seria conhecido como o Cisma Nacional.
Após o Noemvriana, os Aliados, decididos a remover Constantino I, estabeleceram um bloqueio naval para isolar as áreas que sustentavam o rei. Após a demissão do rei em 15 de junho de 1917, a Grécia se uniu sob um novo rei, Alexandre, filho de Constantino I e a liderança de Eleftherios Venizelos. Juntou-se à Primeira Guerra Mundial ao lado dos Aliados. Em 1918, o exército grego mobilizado forneceu a superioridade numérica que os Aliados precisavam na Frente da Macedônia. O exército aliado logo depois derrotou as forças das Potências Centrais nos Balcãs, seguida da libertação da Sérvia e da conclusão da Primeira Guerra Mundial.